# Rajd Semperit 1972
Rajd Semperit 1972 (16. Semperit Rallye) – 16 edycja rajdu samochodowego Rajd Semperit rozgrywanego w Austrii. Rozgrywany był od 8 do 10 czerwca 1971 roku. Była to dziewiąta runda Rajdowych Mistrzostw Europy w roku 1972.

## Klasyfikacja rajdu
| Miejsce                      | Kierowca                     | Pilot                        | Samochód                     | Czas                         | Strata                       |                              |
| Klasyfikacja generalna i ERC | Klasyfikacja generalna i ERC | Klasyfikacja generalna i ERC | Klasyfikacja generalna i ERC | Klasyfikacja generalna i ERC | Klasyfikacja generalna i ERC | Klasyfikacja generalna i ERC |
| ---------------------------- | ---------------------------- | ---------------------------- | ---------------------------- | ---------------------------- | ---------------------------- | ---------------------------- |
| 1.                           | Raffaele Pinto               | Gino Macaluso                | Fiat 124 Sport Spider        | 1:43:39                      | 0.0                          |                              |
| 2.                           | Achim Warmbold               | Peter Linzen                 | BMW 2002 Ti                  | 1:44:06                      | +26                          |                              |
| 3.                           | Amilcare Ballestrieri        | Arnaldo Bernacchini          | Lancia Fulvia 1.6 Coupé HF   | 1:44:13                      | +33                          |                              |
| 4.                           | Klaus Russling               | Wolfgang Weiss               | Alpine-Renault A110 1600     |                              |                              |                              |
| 5.                           | Sergio Barbasio              | Piero Sodano                 | Lancia Fulvia 1.6 Coupé HF   |                              |                              |                              |
| 6.                           | Maurizio Verini              | Bruno Scabini                | Fiat 124 Spider              |                              |                              |                              |
| 7.                           | Giacomo Pelganta             | Silvio Maiga                 | Lancia Fulvia 1.6 Coupé HF   |                              |                              |                              |
| 8.                           | Georg Fischer                | Hans Siebert                 | Volkswagen Käfer 1302 S      |                              |                              |                              |
| 9.                           | Gernot Fischer               | Wolfgang Tazl                | Volkswagen Käfer 1302 S      |                              |                              |                              |
| 10.                          | Georg Koltay                 | Gunther Böhs                 | BMW 2002 Ti                  |                              |                              |                              |